# Vuelta a España 2020
La Vuelta a España 2020, settantacinquesima edizione della corsa e valida come ventesima prova dell'UCI World Tour 2020, si è svolta in diciotto tappe dal 20 ottobre all'8 novembre 2020 su un percorso di 2 892,6 km, con partenza da Irun e arrivo a Madrid. Inizialmente prevista dal 14 agosto al 6 settembre 2020, la corsa è stata posticipata dal 20 ottobre all'8 novembre a causa della pandemia di COVID-19. La vittoria fu appannaggio dello sloveno Primož Roglič, al suo secondo successo consecutivo nella competizione, il quale completò il percorso in 72h46'12", precedendo l'ecuadoriano Richard Carapaz ed il britannico Hugh Carthy.
Sul traguardo di Madrid 142 ciclisti, su 176 partiti da Irun, portarono a termine la competizione.

## Tappe
Le prime tre tappe si sarebbero dovute svolgere nei Paesi Bassi, con partenza da Utrecht; sarebbe stata la quarta volta in cui la Vuelta a España avrebbe preso il via al di fuori della Spagna, la seconda nei Paesi Bassi dopo l'edizione del 2009. Utrecht sarebbe inoltre diventata la prima città ad ospitare tappe di tutti e tre i grandi Giri.
Il 29 aprile 2020 gli organizzatori hanno annunciato la cancellazione delle prime tre tappe in territorio olandese e la conseguente riduzione della corsa a 18 tappe (per la prima volta dal 1985 la Vuelta a España non si svolgerà su 21 tappe); la partenza è stata quindi fissata a Irun, nei Paesi Baschi.
Il 12 giugno vengono inoltre rese ufficiali le modifiche apportate alla 15ª e alla 16ª tappa, che si svolgeranno interamente in terra spagnola: originariamente infatti era previsto uno sconfinamento in Portogallo. 
| Tappa  | Data        | Percorso                                             | km      | Vincitore di tappa  | Leader cl. generale |
| ------ | ----------- | ---------------------------------------------------- | ------- | ------------------- | ------------------- |
| 1ª     | 20 ottobre  | Irun > Arrate                                        | 173     | Primož Roglič       | Primož Roglič       |
| 2ª     | 21 ottobre  | Pamplona > Lekunberri                                | 151,6   | Marc Soler          | Primož Roglič       |
| 3ª     | 22 ottobre  | Lodosa > La Laguna Negra - Vinuesa                   | 166,1   | Daniel Martin       | Primož Roglič       |
| 4ª     | 23 ottobre  | Garray > Ejea de los Caballeros                      | 191,7   | Sam Bennett         | Primož Roglič       |
| 5ª     | 24 ottobre  | Huesca > Sabiñánigo                                  | 184,4   | Tim Wellens         | Primož Roglič       |
| 6ª     | 25 ottobre  | Biescas > Aramon-Formigal                            | 146,4   | Ion Izagirre        | Richard Carapaz     |
|        | 26 ottobre  | giorno di riposo                                     |         |                     |                     |
| 7ª     | 27 ottobre  | Vitoria-Gasteiz > Villanueva de Valdegovía           | 159,7   | Michael Woods       | Richard Carapaz     |
| 8ª     | 28 ottobre  | Logroño > Alto de Moncalvillo                        | 164     | Primož Roglič       | Richard Carapaz     |
| 9ª     | 29 ottobre  | Castrillo del Val > Aguilar de Campoo                | 157,7   | Pascal Ackermann    | Richard Carapaz     |
| 10ª    | 30 ottobre  | Castro-Urdiales > Suances                            | 185     | Primož Roglič       | Primož Roglič       |
| 11ª    | 31 ottobre  | Villaviciosa > Alto de la Farrapona/Lagos de Somiedo | 170     | David Gaudu         | Primož Roglič       |
| 12ª    | 1º novembre | Pola de Laviana > Alto de El Angliru                 | 109,4   | Hugh Carthy         | Richard Carapaz     |
|        | 2 novembre  | giorno di riposo                                     |         |                     |                     |
| 13ª    | 3 novembre  | Muros > Mirador de Ézaro (cron. individuale)         | 33,7    | Primož Roglič       | Primož Roglič       |
| 14ª    | 4 novembre  | Lugo > Ourense                                       | 204,7   | Tim Wellens         | Primož Roglič       |
| 15ª    | 5 novembre  | Mos > Puebla de Sanabria                             | 230,8   | Jasper Philipsen    | Primož Roglič       |
| 16ª    | 6 novembre  | Salamanca > Ciudad Rodrigo                           | 162     | Magnus Cort Nielsen | Primož Roglič       |
| 17ª    | 7 novembre  | Sequeros > Alto de la Covatilla                      | 178,2   | David Gaudu         | Primož Roglič       |
| 18ª    | 8 novembre  | Hipódromo de la Zarzuela > Madrid                    | 124,2   | Pascal Ackermann    | Primož Roglič       |
| Totale | Totale      | Totale                                               | 2 892,6 |                     |                     |

## Squadre e corridori partecipanti
Alla Vuelta a España 2020 parteciperanno 22 squadre composte da 8 corridori ciascuna, per un totale di 176 al via. Alle 19 squadre con licenza World Tour, partecipanti di diritto, se ne aggiungono tre Professional Continental invitate dall'organizzazione: Burgos-BH, Caja Rural-Seguros RGA e Total Direct Énergie.
| N.      | Cod. | Squadra               |
| ------- | ---- | --------------------- |
| 1-8     | TJV  | Team Jumbo-Visma      |
| 11-18   | DQT  | Deceuninck-Quick Step |
| 21-28   | UAD  | UAE Team Emirates     |
| 31-38   | TFS  | Trek-Segafredo        |
| 41-48   | SUN  | Team Sunweb           |
| 51-58   | AST  | Astana Pro Team       |
| 61-68   | BOH  | Bora-Hansgrohe        |
| 71-78   | IGD  | Ineos Grenadiers      |
| 81-88   | MTS  | Mitchelton-Scott      |
| 91-98   | GFC  | Groupama-FDJ          |
| 101-108 | EF1  | EF Pro Cycling        |

| N.      | Cod. | Squadra                    |
| ------- | ---- | -------------------------- |
| 111-118 | TBM  | Bahrain-McLaren            |
| 121-128 | ALM  | AG2R La Mondiale           |
| 131-138 | CCC  | CCC Team                   |
| 141-148 | LTS  | Lotto Soudal               |
| 151-158 | COF  | Cofidis, Solutions Crédits |
| 161-168 | NTT  | NTT Pro Cycling Team       |
| 171-178 | MOV  | Movistar Team              |
| 181-188 | ISN  | Israel Start-Up Nation     |
| 191-198 | TDE  | Total Direct Énergie       |
| 201-208 | CJR  | Caja Rural-Seguros RGA     |
| 211-218 | BBH  | Burgos-BH                  |

## Dettagli delle tappe

### 1ª tappa
- 20 ottobre: Irun > Arrate – 173 km

Risultati
| Pos. | Corridore       | Squadra | Tempo    |
| ---- | --------------- | ------- | -------- |
| 1    | Primož Roglič   | Jumbo   | 4h22'34" |
| 2    | Richard Carapaz | Ineos   | a 1"     |
| 3    | Daniel Martin   | Israel  | s.t.     |

| Pos. | Corridore       | Squadra | Tempo    |
| ---- | --------------- | ------- | -------- |
| 1    | Primož Roglič   | Jumbo   | 4h22'24" |
| 2    | Richard Carapaz | Ineos   | a 5"     |
| 3    | Daniel Martin   | Israel  | a 7"     |

Descrizione e riassunto

### 2ª tappa
- 21 ottobre: Pamplona > Lekunberri – 151,6 km

Risultati
| Pos. | Corridore     | Squadra  | Tempo    |
| ---- | ------------- | -------- | -------- |
| 1    | Marc Soler    | Movistar | 3h47'04" |
| 2    | Primož Roglič | Jumbo    | a 19"    |
| 3    | Daniel Martin | Israel   | s.t.     |

| Pos. | Corridore       | Squadra | Tempo    |
| ---- | --------------- | ------- | -------- |
| 1    | Primož Roglič   | Jumbo   | 8h09'41" |
| 2    | Daniel Martin   | Israel  | a 9"     |
| 3    | Richard Carapaz | Ineos   | a 11"    |

Descrizione e riassunto

### 3ª tappa
- 22 ottobre: Lodosa > La Laguna Negra - Vinuesa – 166,1 km

Risultati
| Pos. | Corridore       | Squadra | Tempo    |
| ---- | --------------- | ------- | -------- |
| 1    | Daniel Martin   | Israel  | 4h27'49" |
| 2    | Primož Roglič   | Jumbo   | s.t.     |
| 3    | Richard Carapaz | Ineos   | s.t.     |

| Pos. | Corridore       | Squadra | Tempo     |
| ---- | --------------- | ------- | --------- |
| 1    | Primož Roglič   | Jumbo   | 12h37'24" |
| 2    | Daniel Martin   | Israel  | a 5"      |
| 3    | Richard Carapaz | Ineos   | a 13"     |

Descrizione e riassunto

### 4ª tappa
- 23 ottobre: Garray > Ejea de los Caballeros – 191,7 km

Risultati
| Pos. | Corridore        | Squadra    | Tempo    |
| ---- | ---------------- | ---------- | -------- |
| 1    | Sam Bennett      | Deceuninck | 3h53'29" |
| 2    | Jasper Philipsen | UAE        | s.t.     |
| 3    | Jakub Mareczko   | CCC        | s.t.     |

| Pos. | Corridore       | Squadra | Tempo     |
| ---- | --------------- | ------- | --------- |
| 1    | Primož Roglič   | Jumbo   | 16h30'53" |
| 2    | Daniel Martin   | Israel  | a 5"      |
| 3    | Richard Carapaz | Ineos   | a 13"     |

Descrizione e riassunto

### 5ª tappa
- 24 ottobre: Huesca > Sabiñánigo – 184,4 km

Risultati
| Pos. | Corridore        | Squadra | Tempo    |
| ---- | ---------------- | ------- | -------- |
| 1    | Tim Wellens      | Lotto   | 4h19'25" |
| 2    | Guillaume Martin | Cofidis | a 4"     |
| 3    | Thymen Arensman  | Sunweb  | a 12"    |

| Pos. | Corridore       | Squadra | Tempo     |
| ---- | --------------- | ------- | --------- |
| 1    | Primož Roglič   | Jumbo   | 20h52'31" |
| 2    | Daniel Martin   | Israel  | a 5"      |
| 3    | Richard Carapaz | Ineos   | a 13"     |

Descrizione e riassunto

### 6ª tappa
- 25 ottobre: Biescas > Aramon-Formigal – 146,4 km[1]

Risultati
| Pos. | Corridore     | Squadra | Tempo    |
| ---- | ------------- | ------- | -------- |
| 1    | Ion Izagirre  | Astana  | 3h41'00" |
| 2    | Michael Woods | EF      | a 25"    |
| 3    | Rui Costa     | UAE     | s.t.     |

| Pos. | Corridore       | Squadra | Tempo     |
| ---- | --------------- | ------- | --------- |
| 1    | Richard Carapaz | Ineos   | 24h34'39" |
| 2    | Hugh Carthy     | EF      | a 18"     |
| 3    | Daniel Martin   | Israel  | a 20"     |

Descrizione e riassunto

### 7ª tappa
- 27 ottobre: Vitoria-Gasteiz > Villanueva de Valdegovía – 159,7 km

Risultati
| Pos. | Corridore          | Squadra  | Tempo    |
| ---- | ------------------ | -------- | -------- |
| 1    | Michael Woods      | EF       | 3h48'16" |
| 2    | Omar Fraile        | Astana   | a 4"     |
| 3    | Alejandro Valverde | Movistar | s.t.     |

| Pos. | Corridore       | Squadra | Tempo     |
| ---- | --------------- | ------- | --------- |
| 1    | Richard Carapaz | Ineos   | 28h23'51" |
| 2    | Hugh Carthy     | EF      | a 18"     |
| 3    | Daniel Martin   | Israel  | a 20"     |

Descrizione e riassunto

### 8ª tappa
- 28 ottobre: Logroño > Alto de Moncalvillo – 164 km

Risultati
| Pos. | Corridore       | Squadra | Tempo    |
| ---- | --------------- | ------- | -------- |
| 1    | Primož Roglič   | Jumbo   | 4h07'08" |
| 2    | Richard Carapaz | Ineos   | a 13"    |
| 3    | Daniel Martin   | Israel  | a 19"    |

| Pos. | Corridore       | Squadra | Tempo     |
| ---- | --------------- | ------- | --------- |
| 1    | Richard Carapaz | Ineos   | 32h31'06" |
| 2    | Primož Roglič   | Jumbo   | a 13"     |
| 3    | Daniel Martin   | Israel  | a 28"     |

Descrizione e riassunto

### 9ª tappa
- 29 ottobre: Castrillo del Val > Aguilar de Campoo – 157,7 km

Risultati
| Pos. | Corridore        | Squadra | Tempo    |
| ---- | ---------------- | ------- | -------- |
| 1    | Pascal Ackermann | Bora    | 3h39'55" |
| 2    | Gerben Thijssen  | Lotto   | s.t.     |
| 3    | Max Kanter       | Sunweb  | s.t.     |

| Pos. | Corridore       | Squadra | Tempo     |
| ---- | --------------- | ------- | --------- |
| 1    | Richard Carapaz | Ineos   | 36h11'01" |
| 2    | Primož Roglič   | Jumbo   | a 13"     |
| 3    | Daniel Martin   | Israel  | a 28"     |

Descrizione e riassunto

### 10ª tappa
- 30 ottobre: Castro-Urdiales > Suances – 185 km

Risultati
| Pos. | Corridore           | Squadra    | Tempo    |
| ---- | ------------------- | ---------- | -------- |
| 1    | Primož Roglič       | Jumbo      | 4h14'11" |
| 2    | Felix Großschartner | Bora       | s.t.     |
| 3    | Andrea Bagioli      | Deceuninck | s.t.     |

| Pos. | Corridore       | Squadra | Tempo     |
| ---- | --------------- | ------- | --------- |
| 1    | Primož Roglič   | Jumbo   | 40h25'15" |
| 2    | Richard Carapaz | Ineos   | s.t.      |
| 3    | Daniel Martin   | Israel  | a 25"     |

Descrizione e riassunto

### 11ª tappa
- 31 ottobre: Villaviciosa > Alto de la Farrapona/Lagos de Somiedo – 170 km

Risultati
| Pos. | Corridore      | Squadra  | Tempo    |
| ---- | -------------- | -------- | -------- |
| 1    | David Gaudu    | Groupama | 4h54'13" |
| 2    | Marc Soler     | Movistar | a 4"     |
| 3    | Michael Storer | Sunweb   | a 52"    |

| Pos. | Corridore       | Squadra | Tempo     |
| ---- | --------------- | ------- | --------- |
| 1    | Primož Roglič   | Jumbo   | 45h20'31" |
| 2    | Richard Carapaz | Ineos   | s.t.      |
| 3    | Daniel Martin   | Israel  | a 25"     |

Descrizione e riassunto

### 12ª tappa
- 1º novembre: Pola de Laviana > Alto de El Angliru – 109,4 km

Risultati
| Pos. | Corridore        | Squadra  | Tempo    |
| ---- | ---------------- | -------- | -------- |
| 1    | Hugh Carthy      | EF       | 3h08'40" |
| 2    | Aleksandr Vlasov | Astana   | a 16"    |
| 3    | Enric Mas        | Movistar | s.t.     |

| Pos. | Corridore       | Squadra | Tempo     |
| ---- | --------------- | ------- | --------- |
| 1    | Richard Carapaz | Ineos   | 48h29'27" |
| 2    | Primož Roglič   | Jumbo   | a 10"     |
| 3    | Hugh Carthy     | EF      | a 32"     |

Descrizione e riassunto

### 13ª tappa
- 3 novembre: Muros > Mirador de Ézaro – Cronometro individuale – 33,7 km

Risultati
| Pos. | Corridore       | Squadra  | Tempo  |
| ---- | --------------- | -------- | ------ |
| 1    | Primož Roglič   | Jumbo    | 46'39" |
| 2    | William Barta   | CCC      | a 1"   |
| 3    | Nelson Oliveira | Movistar | a 10"  |

| Pos. | Corridore       | Squadra | Tempo     |
| ---- | --------------- | ------- | --------- |
| 1    | Primož Roglič   | Jumbo   | 49h16'16" |
| 2    | Richard Carapaz | Ineos   | a 39"     |
| 3    | Hugh Carthy     | EF      | a 47"     |

Descrizione e riassunto

### 14ª tappa
- 4 novembre: Lugo > Ourense – 204,7 km

Risultati
| Pos. | Corridore     | Squadra    | Tempo    |
| ---- | ------------- | ---------- | -------- |
| 1    | Tim Wellens   | Lotto      | 4h37'05" |
| 2    | Michael Woods | EF         | s.t.     |
| 3    | Zdeněk Štybar | Deceuninck | s.t.     |

| Pos. | Corridore       | Squadra | Tempo     |
| ---- | --------------- | ------- | --------- |
| 1    | Primož Roglič   | Jumbo   | 53h57'05" |
| 2    | Richard Carapaz | Ineos   | a 39"     |
| 3    | Hugh Carthy     | EF      | a 47"     |

Descrizione e riassunto

### 15ª tappa
- 5 novembre: Mos > Puebla de Sanabria – 230,8 km

Risultati
| Pos. | Corridore        | Squadra    | Tempo    |
| ---- | ---------------- | ---------- | -------- |
| 1    | Jasper Philipsen | UAE        | 6h22'36" |
| 2    | Pascal Ackermann | Bora       | s.t.     |
| 3    | Jannik Steimle   | Deceuninck | s.t.     |

| Pos. | Corridore       | Squadra | Tempo     |
| ---- | --------------- | ------- | --------- |
| 1    | Primož Roglič   | Jumbo   | 60h19'41" |
| 2    | Richard Carapaz | Ineos   | a 39"     |
| 3    | Hugh Carthy     | EF      | a 47"     |

Descrizione e riassunto

### 16ª tappa
- 6 novembre: Salamanca > Ciudad Rodrigo – 162 km

Risultati
| Pos. | Corridore           | Squadra    | Tempo    |
| ---- | ------------------- | ---------- | -------- |
| 1    | Magnus Cort Nielsen | EF         | 4h04'35" |
| 2    | Primož Roglič       | Jumbo      | s.t.     |
| 3    | Dion Smith          | Mitchelton | s.t.     |

| Pos. | Corridore       | Squadra | Tempo     |
| ---- | --------------- | ------- | --------- |
| 1    | Primož Roglič   | Jumbo   | 64h20'31" |
| 2    | Richard Carapaz | Ineos   | a 45"     |
| 3    | Hugh Carthy     | EF      | a 53"     |

Descrizione e riassunto

### 17ª tappa
- 7 novembre: Sequeros > Alto de la Covatilla – 178,2 km

Risultati
| Pos. | Corridore    | Squadra  | Tempo    |
| ---- | ------------ | -------- | -------- |
| 1    | David Gaudu  | Groupama | 4h54'32" |
| 2    | Gino Mäder   | NTT      | a 28"    |
| 3    | Ion Izagirre | Astana   | a 1'05"  |

| Pos. | Corridore       | Squadra | Tempo     |
| ---- | --------------- | ------- | --------- |
| 1    | Primož Roglič   | Jumbo   | 69h17'59" |
| 2    | Richard Carapaz | Ineos   | a 24"     |
| 3    | Hugh Carthy     | EF      | a 47"     |

Descrizione e riassunto

### 18ª tappa
- 8 novembre: Hipódromo de la Zarzuela > Madrid – 124,2 km

Risultati
| Pos. | Corridore        | Squadra    | Tempo    |
| ---- | ---------------- | ---------- | -------- |
| 1    | Pascal Ackermann | Bora       | 3h28'13" |
| 2    | Sam Bennett      | Deceuninck | s.t.     |
| 3    | Max Kanter       | Sunweb     | s.t.     |

| Pos. | Corridore       | Squadra | Tempo     |
| ---- | --------------- | ------- | --------- |
| 1    | Primož Roglič   | Jumbo   | 72h46'12" |
| 2    | Richard Carapaz | Ineos   | a 24"     |
| 3    | Hugh Carthy     | EF      | a 1'15"   |

Descrizione e riassunto

## Evoluzione delle classifiche
| Tappa              | Vincitore           | Classifica generale Maglia rossa | Classifica a punti Maglia verde | Classifica scalatori Maglia a pois | Classifica giovani Maglia bianca | Classifica a squadre | Premio combattività Numero verde |
| ------------------ | ------------------- | -------------------------------- | ------------------------------- | ---------------------------------- | -------------------------------- | -------------------- | -------------------------------- |
| 1ª                 | Primož Roglič       | Primož Roglič                    | Primož Roglič                   | Sepp Kuss                          | Enric Mas                        | Team Jumbo-Visma     | Jetse Bol                        |
| 2ª                 | Marc Soler          | Primož Roglič                    | Primož Roglič                   | Richard Carapaz                    | Enric Mas                        | Team Jumbo-Visma     | Gonzalo Serrano                  |
| 3ª                 | Daniel Martin       | Primož Roglič                    | Primož Roglič                   | Richard Carapaz                    | Enric Mas                        | Team Jumbo-Visma     | Willie Smit                      |
| 4ª                 | Sam Bennett         | Primož Roglič                    | Primož Roglič                   | Richard Carapaz                    | Enric Mas                        | Team Jumbo-Visma     | Jesús Ezquerra                   |
| 5ª                 | Tim Wellens         | Primož Roglič                    | Primož Roglič                   | Tim Wellens                        | Enric Mas                        | Team Jumbo-Visma     | Guillaume Martin                 |
| 6ª                 | Ion Izagirre        | Richard Carapaz                  | Primož Roglič                   | Tim Wellens                        | Enric Mas                        | Movistar Team        | Gorka Izagirre                   |
| 7ª                 | Michael Woods       | Richard Carapaz                  | Primož Roglič                   | Guillaume Martin                   | Enric Mas                        | Movistar Team        | Alejandro Valverde               |
| 8ª                 | Primož Roglič       | Richard Carapaz                  | Primož Roglič                   | Guillaume Martin                   | Enric Mas                        | Movistar Team        | Stan Dewulf                      |
| 9ª                 | Pascal Ackermann    | Richard Carapaz                  | Primož Roglič                   | Guillaume Martin                   | Enric Mas                        | Movistar Team        | Juan Felipe Osorio               |
| 10ª                | Primož Roglič       | Primož Roglič                    | Primož Roglič                   | Guillaume Martin                   | Enric Mas                        | Movistar Team        | Alex Molenaar                    |
| 11ª                | David Gaudu         | Primož Roglič                    | Primož Roglič                   | Guillaume Martin                   | Enric Mas                        | Movistar Team        | Marc Soler                       |
| 12ª                | Hugh Carthy         | Richard Carapaz                  | Primož Roglič                   | Guillaume Martin                   | Enric Mas                        | Movistar Team        | Guillaume Martin                 |
| 13ª                | Primož Roglič       | Primož Roglič                    | Primož Roglič                   | Guillaume Martin                   | Enric Mas                        | Movistar Team        | non assegnato                    |
| 14ª                | Tim Wellens         | Primož Roglič                    | Primož Roglič                   | Guillaume Martin                   | Enric Mas                        | Movistar Team        | Marc Soler                       |
| 15ª                | Jasper Philipsen    | Primož Roglič                    | Primož Roglič                   | Guillaume Martin                   | Enric Mas                        | Movistar Team        | Guillaume Martin                 |
| 16ª                | Magnus Cort Nielsen | Primož Roglič                    | Primož Roglič                   | Guillaume Martin                   | Enric Mas                        | Movistar Team        | Rémi Cavagna                     |
| 17ª                | David Gaudu         | Primož Roglič                    | Primož Roglič                   | Guillaume Martin                   | Enric Mas                        | Movistar Team        | Marc Soler                       |
| 18ª                | Pascal Ackermann    | Primož Roglič                    | Primož Roglič                   | Guillaume Martin                   | Enric Mas                        | Movistar Team        | non assegnato                    |
| Classifiche finali | Classifiche finali  | Primož Roglič                    | Primož Roglič                   | Guillaume Martin                   | Enric Mas                        | Movistar Team        | Rémi Cavagna                     |

Maglie indossate da altri ciclisti in caso di due o più maglie vinte
- Nella 2ª, nell'11ª e dalla 14ª alla 18ª tappa Richard Carapaz ha indossato la maglia verde al posto di Primož Roglič.
- Dalla 3ª alla 6ª e nella 12ª tappa Daniel Martin ha indossato la maglia verde al posto di Primož Roglič.

## Classifiche finali

### Classifica generale - Maglia rossa
| Pos. | Corridore           | Squadra  | Tempo     |
| ---- | ------------------- | -------- | --------- |
| 1    | Primož Roglič       | Jumbo    | 72h46'12" |
| 2    | Richard Carapaz     | Ineos    | a 24"     |
| 3    | Hugh Carthy         | EF       | a 1'15"   |
| 4    | Daniel Martin       | Israel   | a 2'43"   |
| 5    | Enric Mas           | Movistar | a 3'36"   |
| 6    | Wout Poels          | Bahrain  | a 7'16"   |
| 7    | David de la Cruz    | UAE      | a 7'35"   |
| 8    | David Gaudu         | Groupama | a 7'45"   |
| 9    | Felix Großschartner | Bora     | a 8'15"   |
| 10   | Alejandro Valverde  | Movistar | a 9'34"   |

### Classifica a punti - Maglia verde
| Pos. | Corridore        | Squadra | Punti |
| ---- | ---------------- | ------- | ----- |
| 1    | Primož Roglič    | Jumbo   | 204   |
| 2    | Richard Carapaz  | Ineos   | 133   |
| 3    | Daniel Martin    | Israel  | 111   |
| 4    | Hugh Carthy      | EF      | 96    |
| 5    | Guillaume Martin | Cofidis | 87    |

### Classifica scalatori - Maglia a pois
| Pos. | Corridore        | Squadra  | Punti |
| ---- | ---------------- | -------- | ----- |
| 1    | Guillaume Martin | Cofidis  | 99    |
| 2    | Tim Wellens      | Lotto    | 34    |
| 3    | Richard Carapaz  | Ineos    | 30    |
| 4    | David Gaudu      | Groupama | 29    |
| 5    | Sepp Kuss        | Jumbo    | 27    |

### Classifica giovani - Maglia bianca
| Pos. | Corridore        | Squadra  | Punti     |
| ---- | ---------------- | -------- | --------- |
| 1    | Enric Mas        | Movistar | 72h49'48" |
| 2    | David Gaudu      | Groupama | a 4'09"   |
| 3    | Aleksandr Vlasov | Astana   | a 6'00"   |
| 4    | Gino Mäder       | NTT      | a 40'03"  |
| 5    | Georg Zimmermann | CCC      | a 42'04"  |

### Classifica a squadre
| Pos. | Squadra           | Tempo      |
| ---- | ----------------- | ---------- |
| 1    | Movistar Team     | 218h37'21" |
| 2    | Team Jumbo-Visma  | a 10'23"   |
| 3    | Astana Pro Team   | a 40'09"   |
| 4    | UAE Team Emirates | a 1h04'05" |
| 5    | Mitchelton-Scott  | a 1h08'33" |